# Epicratinus takutu
Epicratinus takutu är en spindelart som beskrevs av Rudy Jocqué och Léon Baert 2005. Epicratinus takutu ingår i släktet Epicratinus och familjen Zodariidae.
Artens utbredningsområde är Guyana. Inga underarter finns listade i Catalogue of Life.